# Bọn gián điệp phải chết
Bọn gián điệp phải chết! (tiếng Nga: Смерть Шпионам!, Smert shpionam!) là một bộ phim truyền hình nhiều tập thuộc thể loại hình sự, hành động trong bối cảnh cuộc Chiến tranh Vệ quốc vĩ đại, do hãng phim truyền hình StarMedia (Nga) sản xuất.
Bộ phim dựa trên những câu chuyện phá án của các sĩ quan phản gián SMERSH của Liên Xô. Theo một số tài liệu, SMERSH là từ viết tắt tên gọi của "Cơ quan hoạt động đặc biệt phản gián" (Специальные Методы Разоблaчения Шпионов - Смерш), tuy nhiên, theo giai thoại thì cái tên SMERSH do chính Stalin đặt ra với ý nghĩa "Bọn gián điệp phải chết!" trong tiếng Nga (Смерть Шпионам!). Tựa phim được đặt chính là dựa trên giai thoại này.

## Tóm tắt nội dung

### Mùa 1 (8 tập, 2007)
Loạt phim mang tựa đề "Bọn gián điệp phải chết!" (tiếng Nga: Смерть Шпионам!, tiếng Anh: Spies Must Die!), gồm 8 tập, được trình chiếu lần đầu vào năm 2007. Phim do Sergey Lyalin đạo diễn.
Năm 1944, Hồng quân Liên Xô đã đẩy lùi được quân Đức và tái chiếm phần lớn lãnh thổ trước đây. Tuy nhiên, tại khu vực gần trạm hậu cần Vinnitsa lại xảy ra một số vụ án bí ẩn: hai đoàn tàu quân sự đâm vào nhau chỉ vì một người bẻ ghi sai hướng không rõ lý do, một máy bay đột nhiên đâm sầm xuống đất dù đang trong điều kiện thời tiết tốt, 1 sĩ quan quân đội và 2 cô gái đột nhiên bị mất tích... Bên cạnh đó, bộ chỉ huy Liên Xô cho rằng có một toán lính Đức đang ẩn trốn trong một căn cứ bí mật và nắm giữ một tài liệu quan trọng, có thể gây ra sự chia rẽ giữa Liên Xô với khối Đồng Minh. Ngoài ra, có những nghi ngờ cho rằng Đức Quốc xã đang sử dụng một thiết bị phát ra sóng âm có thể làm ảnh hưởng tâm lý con người, gây ra ảo giác có thể chết người. Ivan Sirota (Nikita Tyunin đóng), một đại úy SMERSH trẻ tuổi tài năng, được giao nhiệm vụ che giấu thân phận, đến trạm hậu cần Vinnitsa để điều tra...

### Mùa 2 (8 tập, 2008)
Loạt phim mang tựa đề "Krym" (tiếng Nga: Крым, tiếng Anh: The Crimea), gồm 8 tập, được trình chiếu lần đầu vào năm 2008. Phim do Anna Gres đạo diễn.
Mùa thu năm 1944, Đức Quốc xã đang ở trên bờ vực thẳm thất bại. Tuy nhiên, Đế chế thứ ba vẫn hy vọng có thể chiến thắng, bằng cách gây ra sự chia rẽ trong khối Đồng Minh chống phát xít. Cuối tháng 10 năm 1944, tại một nhà ga đường sắt ở biên giới Cahul (Moldova), trong khi lực lượng biên phòng đang kiểm tra giấy tờ thì một sĩ quan Hồng quân là Thượng úy Koshkin bất ngờ nổ súng vào lính biên phòng và bị bắn trọng thương. Nghi ngờ Koshkin có thể là gián điệp, hắn được đưa về trụ sở của SMERSH để điều tra. Tuy nhiên, Koshkin đã chết mà chỉ kịp tiết lộ rằng hắn chỉ được giao nhiệm vụ đến một nhà điều dưỡng quân sự với mục đích gặp gỡ một tên gián điệp Đức ở đó. Nghi ngờ quân Đức có ý định mưu sát hoặc phá hoại cuộc họp giữa Stalin, Churchill và Roosevelt sẽ được tổ chức tại Yalta đầu năm 1945, bộ chỉ huy phản gián giao cho một đại úy SMERSH trẻ là Roshchin được giao đóng giả Koshkin để thâm nhập điều tra những tên gián điệp Đức đang còn lẩn khuất.

### Mùa 3 (4 tập, 2012)
Loạt phim mang tựa đề "Hang cáo" (tiếng Nga: Лисья нора, tiếng Anh: The Fox Hole), gồm 4 tập, được trình chiếu lần đầu vào năm 2013. Phim do Alexandr Daruga đạo diễn.
Năm 1944, Hồng quân tiếp tục cuộc tấn công trên toàn bộ mặt trận. Tại Belarus, một toán biệt kích dù Đức tấn công chuyến xe của Bộ Tổng tham mưu Hồng quân và đánh cắp các tài liệu quan trọng. Tuy nhiên, trên đường trốn chạy, toán biệt kích bị tiêu diệt gần hết. Tên biệt kích cuối cùng kịp dấu tập tài liệu trong rừng và nhưng sau đó cũng bị bắt sống. Phía Đức Quốc xã ngay lập tức tổ chức một toán biệt kích thâm nhập để lấy bằng được tập tài liệu. Thượng úy SMERSH Andrey Terekhov (Pavel Trubiner đóng) được giao nhiệm vụ truy tìm tập tài liệu, đồng thời phải truy tìm kẻ đã báo tin lộ trình cho quân Đức.

### Mùa 4 (4 tập, 2012)
Loạt phim mang tựa đề "Sóng xung kích" (tiếng Nga: Ударная волна, tiếng Anh: Blast Wave), gồm 4 tập, được trình chiếu lần đầu vào năm 2013. Phim do Alexandr Daruga đạo diễn.
Giữa năm 1943, bộ chỉ huy SMERSH ở Ukraina giao nhiệm vụ cho Thượng úy Andrey Terekhov (Pavel Trubiner đóng) điều tra về một người bảo vệ trường học bình thường tình nghi là gián điệp Đức. Trên thực tế, ông ta là một nhà vật lý hạt nhân, cựu nhân viên của Viện Vật lý và Công nghệ Ukraina. Qua đó, Terekhov bất ngờ phát hiện một âm mưu của quân Đức nhằm chế tạo ra một loại vũ khí kinh hoàng.

### Mùa 5 (4 tập, 2012)
Loạt phim mang tựa đề "Kẻ thù giấu mặt" (tiếng Nga: Скрытый враг, tiếng Anh: Snake in the Grass), gồm 4 tập, được trình chiếu lần đầu vào năm 2013. Phim do Eduard Palmov đạo diễn.
Một toán biệt kích Đức được tung vào hậu phương của Hồng quân với mục tiêu phá hoại cây cầu chiến lược ở Zhytomyr (Ukraina) nhằm gián đoạn tuyến đường cung cấp hậu cần cho tiền tuyến của Liên Xô. Nhiệm vụ tìm ra và làm thất bại âm mưu của nhóm biệt kích được giao cho Đại úy NKVD Alexandr Galimov (Denis Burgazliev đóng) và trợ lý của anh, Thiếu úy Lyubov Lipinskaya (Anna Dyukova đóng). Nhiệm vụ của họ gặp nhiều khó khăn bởi sự quan liêu hình thức, âm mưu thâm đọc của kẻ thù giấu mặt... nhưng cũng nhờ qua đó mà họ hiểu được nhiệt tình cho công việc của nhau, cùng nhau hoàn thành nhiệm vụ.